# Fonográf-diszkográfia
A Fonográf együttes diszkográfiája nem csak a zenekar saját neve alatt megjelent kiadványokat tartalmazza, hanem a megszámlálhatatlan közreműködést, amelyben a Fonográf szerzőként vagy előadóként részt vett.

## Zenekari albumok
- Fonográf I. (1974)
- Na mi újság, Wagner úr? (1975)
- FG-4 (1976)
- Edison-Fonográf Album (1977)
- Útközben (1978)
- Fonográf ...és vidéke! Country (Stílusválogatás az első Szörényi-nagylemezről és az első négy Fonográf-albumról; 1979)
- Fonográf Country & Eastern (A Best of Country and Eastern c. nyugat-európai országokban megjelent angol nyelvű LP (Hungaroton-licenckiadás) Magyarországon napvilágot látott változata; 1980)
- The Best of Country and Eastern (nyugat-európai országokban megjelent angol nyelvű LP; 1980)
- Millionsäljarna / Miljoonamyyjät (svédországi kiadás svéd és finn piacra, angol nyelven; 1980)
- A koncert (A KITT-egylet koncertje, amelyen az Illés előzenekaraként a Fonográf is fellépett; 1981)
- Jelenkor (1984)
- A Búcsú (koncertalbum, 1985)
- Használat előtt felrázandó (Kislemezeket, kiadatlan dalokat és rádiófelvételeket tartalmazó lemez; 2000)

## Kislemezek
- Hol az a lány? / Ha meghallod ezt a dalt (1974, SPS 70138)
- Szombat esti lány / Mondd, hogy nem haragszol rám (1974, SPS 70126)
- Susi / Mädchen du Feine (1974, Amiga 456052)
- Tanzmaschine / Es tut mir leid (1975, Amiga, 4 56 095)
- Mädchen in der ersten Reihe / Ich geh' dem Wind entgegen (1975, Amiga 456201)
- I.M. Elvis Presley / 1978 (1978, SPS 70318)
- Karácsonyi dal / Levél a távolból (1978, SPS 70329)
- Amatőr sportolók dala / Sok az önbizalom (1979, SPS 70393)
- Greyhound / Lonesome Once Again (1978, United Artists Records England UP 36483)
- Greyhound / Lonesome Once Again (1979, Hungaroton Pepita SPS 70364)
- Greyhound / Lonesome Once Again (1979, Tonpress Poland S-275)
- Greyhound / Lonesome Once Again (1979, Philips Holland 6000 243)
- Lost illusion / Words I believe in (1980, Dánia)
- Heaven Is in Your Eyes / Silver Dancer (S-387)

Szörényi Leventével
- Dal az ártatlanságról / Bánatvirág (1973, Hungaroton SP 70058)

Koncz Zsuzsával
- Mama, kérlek / Minden előttem áll (1978, Hungaroton SPS 70362)
- A szerelem hív / Légy óvatos (1979, Hungaroton SPS 70387)
- Ne add fel / Hogy mondjam el (1980, Hungaroton SPS 70441)
- A Kárpáthyék lánya / Ahogy lesz, úgy lesz (1983, Hungaroton SPS 70604)
- He Mama / Wer sagt (1974, Amiga 456061)
- Kinderspiele / Hast du schon mail einen Wolf gesehen? (1975, Amiga 456087)
- Du bist noch nicht mein Mann / He fang mich ein (1976, Amiga 456204)
- Mama, bitte, sag mir / Steh auf (1980, Amiga 456422)
- Mädchen, irgendwo / Hier ist meine Hand (1982, Amiga 456504)
- Susanne / L'oiseau bleu (1979) – Külföldre készített demo kislemez
- When I dream / Jimmy O'Rhyen (1979) – A MIDEM'79 rendezvényre készített angol nyelvű demókislemez. Kereskedelmi forgalomba nem került.

## Kiadatlan rádiófelvételek
- Álmodom (1974)
- Vattacukor (1974)
- Blume der Schwermut (1974)
- Such' 'ne neue Maid (1974)
- Du lebst irgendwo (1974)
- Kunstflug (1974)
- Tik-Tak (1974)
- Laufschritt (1974)
- Morgenritt (1975)
- Verlass dich nicht darauf (válogatáslemezen megjelent; 1975)
- Schilfbedeckte Hütte (1975)
- Hol' mich nach Haus' (1975)
- Leb' Erde, leb' (1975)
- Wo kamst du her (1975)
- Das Haus (1975)
- Wärst du einmal dal (1976)
- Resi-Rock (1976)
- Anna (1976)

Koncz Zsuzsával
- Ich werd' Gärtner (1974)
- Warum sage mir (válogatáslemezen megjelent; 1974)
- Als ich klein war (1975)
- Ich seh' so gerne Western (1975)
- Hej, Spiegel (1976)
- Gib nicht auf (1981)

## Elfelejtett felvételek
- A város (1975)

Koncz Zsuzsával
- Bolyongok (1973)
- Majomország (1974)
- Az íródeák (1974)
- Te meg én (1976)

## Kizárólag válogatásalbumokon megjelent felvételek
A kenguru c. film zenéje (1976, Hungaroton Pepita SLPX 17460)
Az 1976-os film zenéjét az akkori legnevesebb magyar együttesek és előadók (pl. LGT, Bergendy, Omega, Kovács Kati) számai adták. A Fonográf két számmal képviseltette magát az albumon: A kenguru (SzL-BJ), és I love you (TL-BJ, előadja: Koncz Zsuzsa).
Mama kérlek... (1987, Hungaroton Favorit SPLM & Gong HCD 37105)
Az album címadó dala két változatban hallható a lemezen: Koncz Zsuzsa és Bródy János előadásában. Bródy előadása nem azonos a Hungarian Blues c. nagylemezen megjelenttel – ez a felvétel a dal eredeti, 1974-es (?) változata, voltaképpen Fonográf-szám, ami annak idején nem került lemezre.
Maradj köztünk (1988, Hungaroton Profil SLPM 37132)
A drog-ellenes kampányalbumon szerepel a Ne fordulj el! (BJ) c. szám, Bródy János előadásában. A lemezre került a kampány "himnusza", a Maradj köztünk (SzL-BJ) c. nóta is, a Géniusz együttes előadásában.

## Filmzenék
- Akli Miklós (1986)
- Egyszeregy (1978)
- Ékezet (1977)
- Hajdúk (1974)
- Ismeretlen ismerős (1988)
- Kabala (1981)
- A Kedves szomszéd (1979)
- Két pont közt a legrövidebb görbe (1975)
- Tigrisugrás (1974)
- Pókfoci (1976)
- A Trombitás (1978)
- Vasárnapi szülők (1979)
- Családi tűzfészek (1979)
- Egészséges erotika (1988)
- Für die liebe noch zu mager? (1973)
- István, a király (rockopera, 1983)
- Fehér Anna (rockballada, 1988)
- A kenguru (1975)
- Moziklip (1987)
- Csók, Anyu
- A locsolókocsi
- Kisfiúk és nagyfiúk
- Gombó kinn van
- Árgyilus királyfi és Tündér Ilona

## Közreműködések

### Szörényi Levente
- Utazás (1974)
- Hazatérés (1980)
- Végtelen úton (1986)
- Szörényi Levente-Koncz Zsuzsa – Balladák (1988)

### Bródy János
- Hungarian Blues (1980)
- Ne szólj szám (1985)
- Hang nélkül (1989)

### Tolcsvay László
- Várd ki az időt (1983)

### Kovács Kati
- Életem lemeze (1978)

### Koncz Zsuzsa
- Gyerekjátékok (1974)
- Kertész leszek (1975)
- Ne vágj ki minden fát (1975)
- …elmondom hát mindenkinek (1976)
- X. (1977)
- Valahol (1978)
- Menetrend (1981)
- Ich komm und geh mit meinen Liedern (1980, Amiga 855758)
- Die lauten Jahre sind vorbei (1982, Amiga 855975)

### Halász Judit
- Kép a tükörben (1973)
- Amikor én még kislány voltam (1978)
- Mákosrétes (1980)
- Helikoffer (1983)
- Boldog születésnapot (1985)
- Ismeretlen ismerős (1989)
- Vannak még rossz gyerekek (1991)

### Színpadi művek
- Szörényi Levente – Bródy János : István, a király (rockopera, 1983)
- Szörényi Levente – Bródy János : Fehér Anna (rockballada, 1988)

### Egyéb közreműködések
- Hacki News – Különkiadás (1983, Hungaroton Pepita SPLM 17710) Az albumon szerepel a Tömény kék fű (SzL-BJ) c. dal, [Hacki Tamás] előadásában.
- Komár László (1981, Hungaroton Pepita SLPX 17675) Az albumon szerepel a Családi Rocky (SzL-BJ) c. dal.
- VA – Láss, Ne Csak Nézz (1978) Pepita – Az 1978-ban megjelent "Láss, ne csak nézz" válogatásalbum ma már több szempontból is ritkaságnak számít. Egyrészt, nem belföldi terjesztésre szánták, hanem az 1978-as kubai, Havannában tartandó Világ Ifjúsági Találkozó (VIT) tiszteletére, mintegy propagandaanyagnak nyomták. Vittek is belőle jócskán a kiválasztott résztvevők, és "Castro Elvtárs" legnagyobb örömére osztogatták rendesen, terjesztve a magyar rock-kultúrát. A hivatalos delegációk propagandacsomagjának is fontos darabja volt a lemez. A VIT végeztével sem elsősorban itthon, hanem a baráti országok lemezboltjainak a polcain lehetett inkább látni. Persze került belőle hazai hallgatókhoz is, hiszen korlátozott számban itthon is forgalmazták, meg aztán a "vitesek" is gyarapították a gyűjteményüket. Sok más régi lemezzel ellentétben ebből az albumból soha sem készült hivatalosan CD kiadás, igaz vinyl korongon másodszor is megjelentették. Az albumon szerepel az Életrajz (SzL-BJ), az Álmodunk és ébredünk (SzL-BJ), az Előszó (TL-Karinthy Frigyes, előadja Koncz Zsuzsa) és az Aki lép, az nem marad egyhelyben (SzL-Adamis Anna, előadja Kovács Kati) című dal.
- Zorán III. (1979, Hungaroton Pepita SLPX 17591) Az albumon szerepel a Gyönyörű szép álom (SzL-BJ) és a Hajolj le hozzám (SzL-BJ) c. dal.
- Akli Miklós – részletek a film zenéjéből: Bolond nóta (SzL-BJ) / Őspark (Mártha István) (1986, Hungaroton Favorit SPS 70774) A Bolond nóta előadója Hirtling István, a film főszereplője.
- Moziklip (1987, Hungaroton Favorit SPLM 37129-37130) A dupla album első lemezén szerepel a Kornél és Elvira (MM-BJ) c. dal, Ács Enikő előadásában.

## További albumok, amelyeken Fonográf dalok szerepelnek
- Levi's Best 50.(1995, Hungaroton-Gong MEGA HCD 37803)

Az utolsó, új nótát leszámítva válogatáslemez az Illés-időktől az utolsó Szörényi-nagylemezig. Az albumot "Szörényi Levente barátai állították össze [Levi] 50. születésnapja alkalmából." (idézet a borítóról)
- Top 15 (1984, Hungaroton Favorit SLPM 17840)

Válogatáslemez, melyen szerepel az Eljön az idő (TL-BJ) c. dal.
- Favorit '84 (1984, Hungaroton Favorit SLPM 17900)

Válogatáslemez a márka 1984-es sikereiből, melyen szerepel a Visszatérés (MM-BJ) c. dal.
- Töltsön egy órát kedvenceivel! (1986, Hungaroton Favorit SPLM 17939)

Válogatáslemez, melyen melyen szerepel a Viktória (SzL-BJ) c. dal.
- Calypso Rádió 873 (1989, Hungaroton Favorit SLPM 37394)

Válogatáslemez, melyen szerepel a Lökd ide a sört (Fonográf egy.) c. dal.
- Kiskarácsony, nagykarácsony (1993, Hungaroton Gong HCD 37731)

Válogatáslemez, melyen szerepel a Karácsonyi dal (TL-BJ) c. dal.
- Popkarácsony (1998, Hungaroton Gong HCD 37941)

Válogatáslemez, melyen szerepel a Karácsonyi dal (TL-BJ) c. dal.
- Super Star – A 60-as, 70-es, 80-as évek magyar szupersztárjai – 92.9 Star Radio válogatás (1998, Hungaroton Gong HCD 37909)

Válogatáslemez, melyen szerepel Az első villamos (TL-BJ) c. dal.
- Mindig veled (1998, Zikkurat ZC 003)

Szörényi Levente és Rost Andrea duettlemeze, amelyen szerepel a Jöjj, kedvesem (TL-BJ) és a Mondd, hogy nem haragszol rám (SzL-BJ) című Fonográf dal.
- Tolcsvay&Tolcsvay Óriáskoncert 1994 (1994, Hungaroton Gong HCD 37778)

Koncertfelvétel, készült 1994. március 15-én a Budapest Sportcsarnokban. A koncertlemez tartalmazza a Fortuna hálójában (TL-BJ) és a Jöjj, kedvesem (TL-BJ) című dalokat.
- Tolcsvay László – Fehér zaj (1997, Sony Music COL 489255 2, 48-489255-10)

Tolcsvay László szólólemeze, amely tartalmazza a Hunyd le a szemed (TL-BJ), Élsz valahol (TL-TB), Köszönöm, doktor úr (TL-BJ), '68 (TL-MPSz), Az első villamos (TL-BJ), A mosolyod vígasztal (TL-BJ), Jöjj, kedvesem (TL-BJ), A show folytatódik (TL-BJ) és Sajnálom, hogy így esett (TL-BJ) című dalok újrahangszerelt változatát.
- Szörényi Szabolcs – Lökd ide a...! – Kocsmadalok (1990, Hungaroton Favorit SLPM 37369)

Szörényi Szabolcs első és utolsó szólólemeze, amely tartalmazza a Lökd ide a sört! (Fonográf egy.) című dalt.
- Koncz Zsuzsa – Illúzió nélkül (1991, Quint QUI 106001 LP & CD)

Az albumon szerepel a Jöjj, kedvesem (TL-BJ) duett-feldolgozása Cseh Tamással.
- Koncz Zsuzsa – XXX. Jubileumi koncert (1992, EMI-Quint QUI 406029)

Az albumon szerepel az Adjon az Isten (TL-Nagy László), az 1964 (SzL-BJ), a Ne vágj ki minden fát (SzL-BJ), a Jöjj, kedvesem (TL-BJ) és a Csak egy dal (SzL-BJ) a Fonográf-korszakból.
- Koncz Zsuzsa – Ne veszítsd el a fejed (1993, EMI-Quint QUI 406042)

Az albumon szerepel Az első villamos (TL-BJ) feldolgozása.
- Koncz Zsuzsa – Unplugged (1995, EMI-Quint QUI 406064)

Koncz Zsuzsa koncertlemeze, amely tartalmazza A széllel szemben (SzL-BJ), Az első villamos (TL-BJ) és a Jöjj, kedvesem (TL-BJ) című dalokat.
- Koncz Zsuzsa – Miénk itt a tér (1996, EMI Quint QUI 906082)

Az albumon szerepel a Levél a távolból (SzL-BJ) feldolgozása.
- Koncz Zsuzsa – Miért hagytuk, hogy így legyen? (1999, Hungaroton HCD 37977)

Az albumon szerepel a Ne vágj ki minden fát (SzL-BJ) és a Jöjj, kedvesem (TL-BJ) feldolgozása.
- Koncz Zsuzsa – ...lesznek még szép napjaink... (2000, Hungaroton HCDS 71015)

A maxi CD-n szerepel a Jöjj, kedvesem (TL-BJ) című dal feldolgozása.
- NOcoMMent – Nekünk újra szállni kell (1993, Microprofit kiadvány kazettán)

Az albumon szerepel a Visszatérés (MM-BJ) című dal feldolgozása.
- NOcoMMent – Óh, ti lányok, lányok... (1995, Alfa Studio CD055)

Az albumon szerepel a Rám vár az élet (TL-BJ), a Szegény kisfiú panaszai (MM-BJ), az Oszkár blues (NO) és a Lökd ide a sört (Fonográf) című dal feldolgozása.
- NOcoMMent – Iharos és Goller 1998 (Iharos 1998/A)

Az albumon szerepel Az első sorban ült (MM-BJ), Ha csókol a szád (NO) és a Lökd ide a sört (Fonográf egy.) című dal feldolgozása. Kereskedelmi forgalomba nem került lemez. Közreműködnek a NO coMMent tagjai, valamint Pomázi Zoltán, Szűcs Antal Gábor, Vörös Andor.
- Sztárok 33-on – Verkli (1982, Hungaroton Start SPLX 17707)

Fonográfverkli: Társasjáték (SzL-BJ), Szegény kifiú panaszai (MM-BJ), Ez már így szokás (SzL-BJ), Bánatvirág (SzL-BJ), Vár rám az élet (TL-BJ), Ádám (SzL-BJ), Zöld Sárga Rózsa (MM-BJ), Király Nagy Ági (SzL-BJ), Elveszett illúziók (TL-BJ), Álomszép regény (SzL-BJ), Viktória (SzL-BJ), Ha csókol a szád (NO), Jöjj, kedvesem (TL-BJ), A széllel szemben (SzL-BJ), Az első sorban ült (MM-BJ), Vidéki kislány (SzL-BJ), Lökd ide a sört (Fonográf egy.)
A Verkli együttes által készített diszkóritmusú egyveleg. A lemez első oldalán Illés-, a másodikon Fonográf-számok feldolgozásai szerepelnek. A stúdiómunkákat Szörényi Szabolcs és Németh Oszkár vezette.
- Judy Guitar (1983, Hungaroton Favorit SLPM 17769)

Faragó 'Judy' István instrumentális lemeze, melyen szerepel Az első villamos (TL-BJ) feldolgozása.
- Jinnee: Ismeretlen ismerős (1994, Polygram-3T 52375-2)

Gyenes 'Jinnee' Béla instrumentális lemeze, melyen szerepel Az első villamos (TL-BJ) feldolgozása.
- T-Cool: Technográf (1999, Premier Art Records 068260-2)

Szombat esti lány (SzL-BJ), Az első villamos (TL-BJ), Hunyd le a szemed (TL-BJ), Sajnálom, hogy így esett (TL-BJ), Lökd ide a sört (SzL-SzSz-BJ-TL-MM-NO), Levél a távolból (SzL-BJ), 1911 (TL-BJ), Oly jó nékem, ha csókol a szád (sic!) (NO), Az első sorban ült (MM-BJ), FG-4 (SzL-BJ)
Hires Ákos és Gáncs Lajos (a T-Cool zenekar) produkciója: Fonográf-nóták techno-stílusú átdolgozása.

## Filmek
- Távolból írok kedvesem... (1979)
- A koncert '81
- A búcsú '84
- Fonográf – Kisstadion 2004